# Хайнрих I фон Бланкенбург
Хайнрих I фон Бланкенбург (на немски: Heinrich I von Blankenburg; * пр. 1225; † 21 април 1275/27 март 1280) е граф на Бланкенбург в Харц.

## Произход
Той е четвъртият син на граф Зигфрид II фон Бланкенбург († 1238/1245) и съпругата му Матилда фон Ампфурт († сл. 1225), дъщеря на Дитрих фон Ампфурт († сл. 1196). Брат е на Зигфрид III фон Бланкенбург (II) († сл. 1283), граф на Бланкенбург, и Дитрих († сл. 1234), домхер в Халберщат (1223 – 1234), приор в Гослар (1227 – 1234).

## Фамилия
Хайнрих I фон Бланкенбург се жени за Ингеборг/Енгелбург фон Глайхен († сл. 1253/пр. 1271), дъщеря на граф Ернст IV фон Глайхен († 1277/1287) и първата му съпруга Ингеборг Педерсдатер-Улфелт († 1241). Те имат децата:
- Хайнрих III (* пр. 1253; † сл. 8 март 1274), неженен
- Зигфрид (* пр. 1264)
- Албрехт († сл. 1271)